# Dion Krasniqi
Dion Krasniqi (24 agosto 2003) è un calciatore svedese naturalizzato kosovaro, attaccante del KuPS in prestito dall'Elfsborg.

## Carriera

### Club
Ha iniziato la sua carriera nelle giovanili dell'Eslövs BK.
Nel 2019, all'età di quindici anni, è entrato nel settore giovanile del Lunds BK. Sul finire di quella stessa stagione ha anche debuttato in prima squadra giocando contro l'Åtvidaberg all'ultima giornata del campionato di Division 1 2019, la terza serie nazionale di quell'anno, partita in cui ha anche realizzato una rete. L'anno seguente invece è stato utilizzato solo nelle squadre giovanili del club, mentre nel 2021 è entrato definitivamente nell'orbita della prima squadra con cui ha totalizzato due gol in dieci presenze nel campionato di Ettan 2021, nuova denominazione della terza serie. Ha cominciato con il Lunds BK anche l'annata 2022, giocando tutte le prime quattordici giornate dell'Ettan 2022 e segnando nel frattempo tre reti, poi è stato ceduto.
Nel luglio 2022, infatti, a stagione in corso, Krasniqi è stato acquistato a titolo definitivo dal Varberg, società con cui ha firmato un contratto di quattro anni e mezzo. Nella rimanente parte del campionato di Allsvenskan 2022 ha disputato le prime otto partite nella massima serie della sua carriera, di cui una da titolare, senza mai andare a segno. Nell'edizione successiva è stato il miglior marcatore stagionale dei neroverdi con sei reti in ventitré presenze, le quali però non sono bastate per evitare alla squadra l'ultimo posto in classifica e una retrocessione concretizzatasi con quattro giornate di anticipo.
Prima dell'inizio della stagione 2024 si è trasferito all'Elfsborg, continuando dunque a giocare nella massima serie nazionale. Ha cominciato il campionato con i gialloneri, ma, dopo 7 presenze e 0 reti all'attivo, il 19 agosto è stato girato in prestito fino alla fine dell'anno al Kalmar, formazione impegnata nella lotta per non retrocedere. Anche in questo caso Krasniqi ha avuto una parentesi da 7 presenze e 0 gol, mentre la squadra non è riuscita ad evitare il penultimo posto e la retrocessione.
Nel 2025 ha giocato nuovamente in prestito, questa volta ai finlandesi del KuPS.

### Nazionale
Ha giocato nella nazionale kosovara Under-21.